# King Long

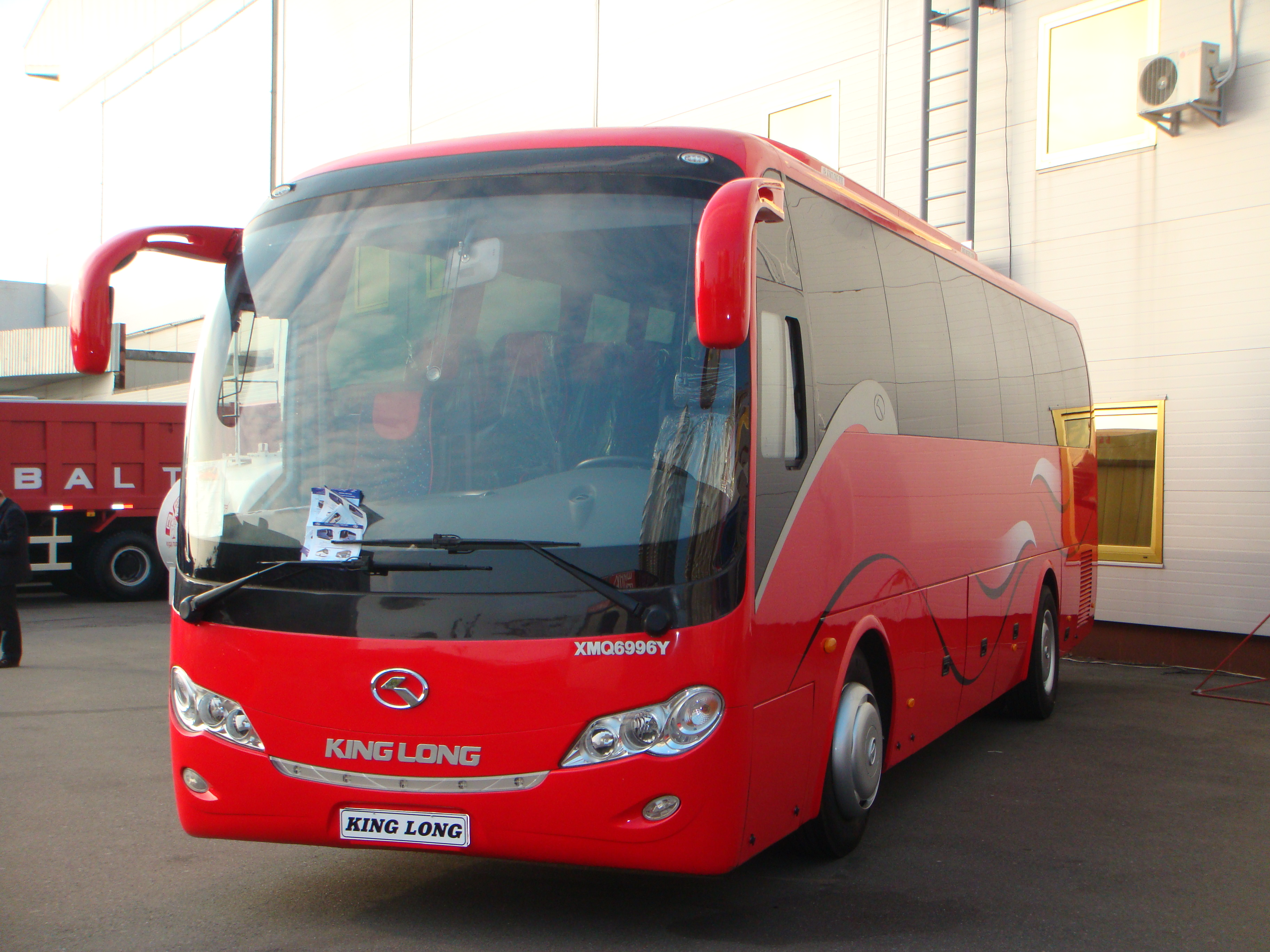
King Long XMQ6996Y в Україні

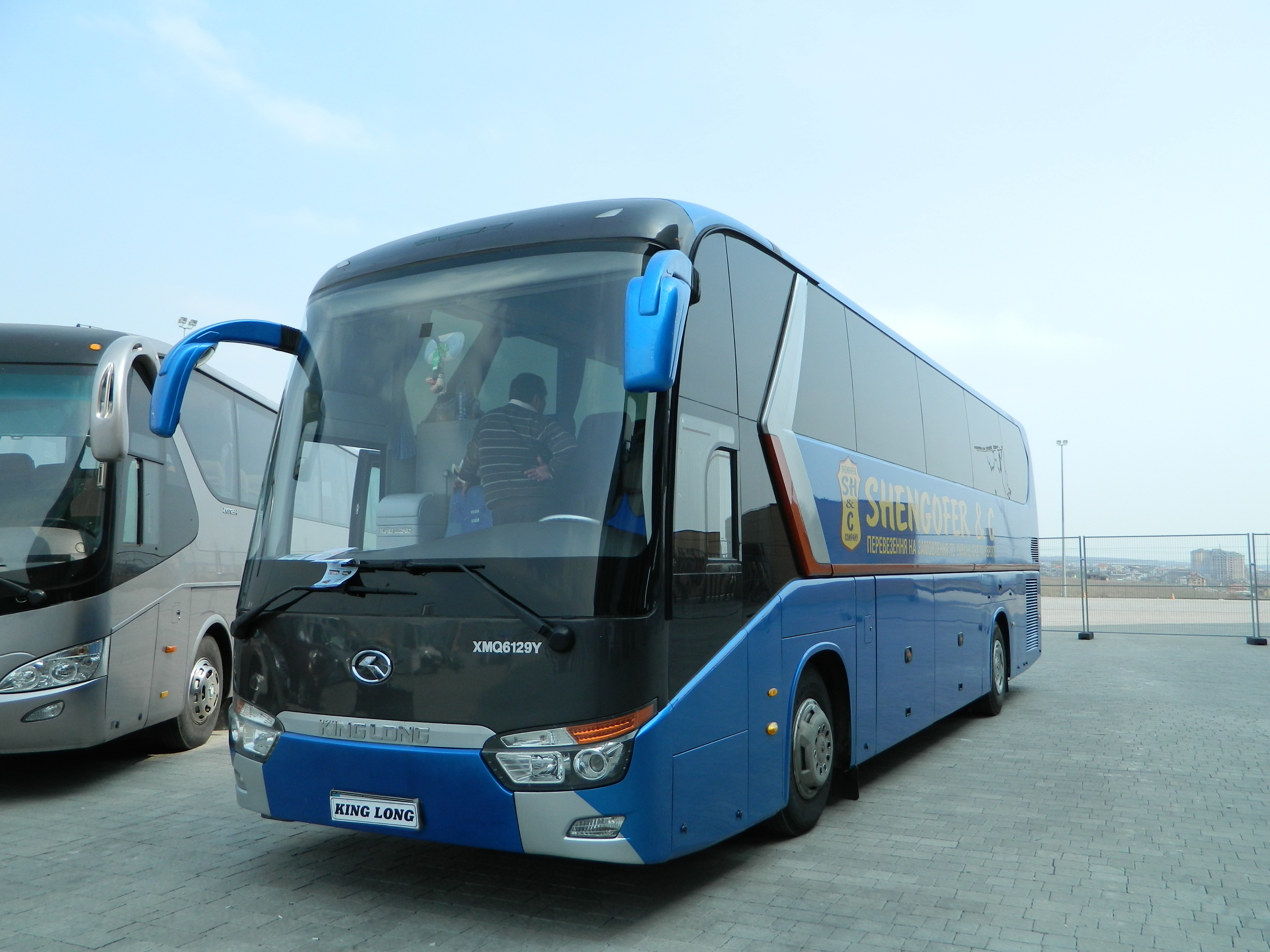
King Long XMQ6129Y

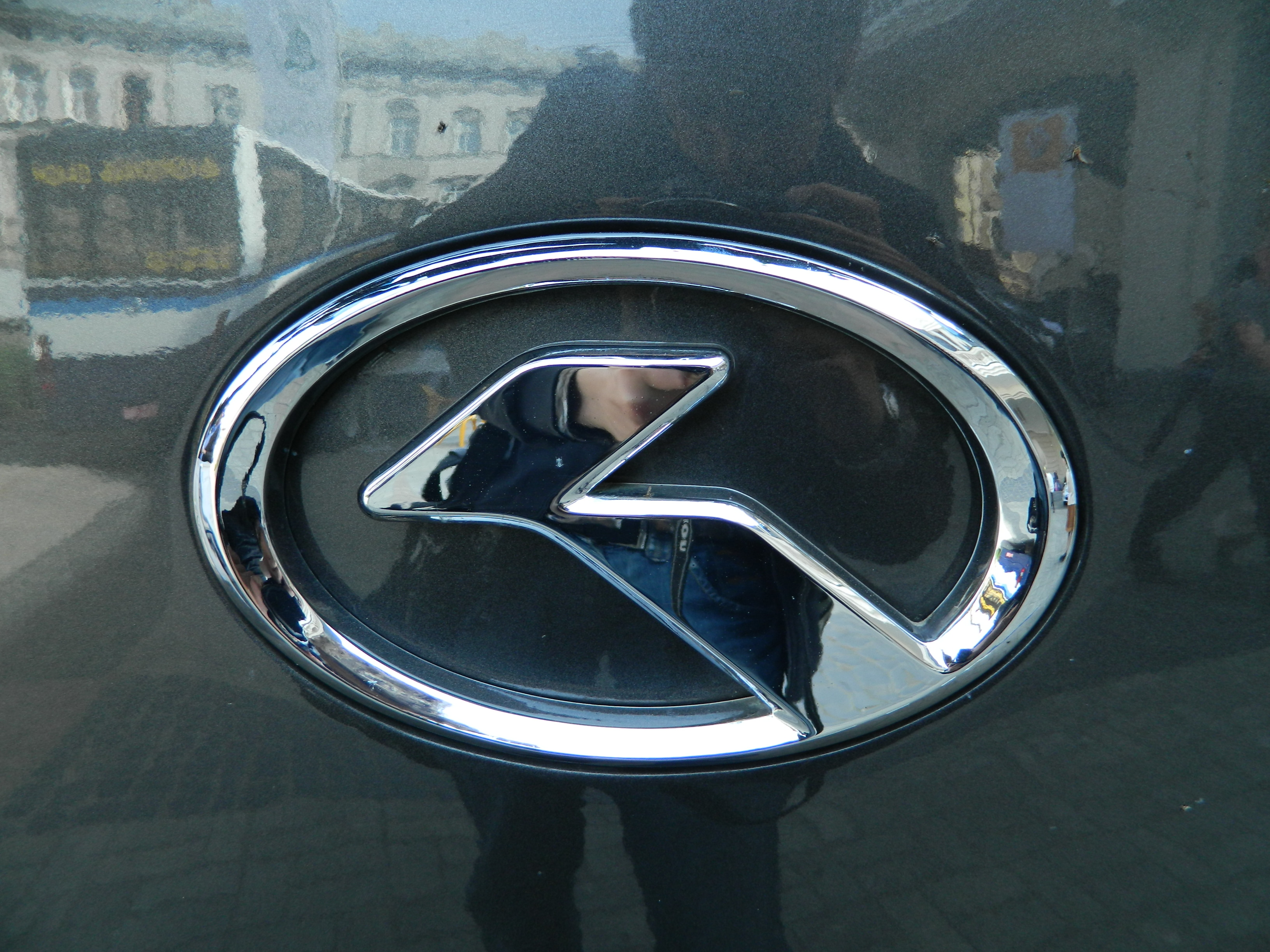
King long badges

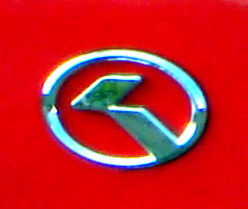

Xiamen King Long United Automotive Industry Company Ltd. (скорочено: King Long) — китайський виробник і один з найбільших постачальників туристичних і міських автобусів в світі. Заснований в 1988 році, має виробничу потужність 77000 автобусів на рік і досягає з 2003 року збільшення темпів зростання в Європі.

## Структура групи
King Long має три власники капіталу: Xiamen CCRE Group Co. Ltd. (державне підприємство під управлінням Сяминь, (24%)), Xiamen KLM Group Co. Ltd. (51%) і Taiwan Sanyang Industry Co. Ltd. (25%).
В свою чергу Kinglong є холдинговою компанією для компаній Golden Dragon Bus Company, Ltd. і Higer Bus Company, Ltd. Річна виробнича потужність групи в цілому 152,000 транспортних засобів всіх розмірів (Kinglong: 77,000, Golden Dragon: 40,000 і Higer 35,000).
В місці Сямень є дві виробничі лінії з 450000 м2 та 200 000 м2 і в Шаосинська ще один завод з 150000 м2. В цілому близько 4000 чоловік зайняті (станом на 2012 рік).
Середні темпи зростання групи склала 34% в останні роки. Отримані прибутки дозволили компанії протягом декількох років відкрити по всій країні мережу обслуговування в Китаї що складається з 30 групових дочірніх підприємств, понад 100 дилерів і 500 офіційних ремонтних майстерень. Величезні валютні резерви будуть використані для розширення глобальної мережі продажів в Азії, Африці, Австралії, Південної Америки (за винятком Бразилії) і все більше в Європі.